# سابین لپسیوس
سابین لپسیوس (۱۵ ژانویه ۱۸۶۴، برلین - ۲۲ نوامبر ۱۹۴۲، بایرویث) نقاش پرتره آلمانی بود. او خواهر بوتو گراف (en) و همسر راین‌هولد لپسیوس (en) بود.

## زندگی
او دختر نقاش پرتره، گوستاو گریف، و لیتوگراف، فرانزیسکا لیبرایچ (۱۸۹۳–۱۸۲۴)، بود. او نزد پدرش تحصیل کرد و در سال ۱۸۹۲، با نقاش راینهولد لپسیوس ازدواج کرد. او و همسرش به یک سان مورد احترام بودند و بسیار مورد توجه جامعه تجار و ثروتمندان قرار داشتند. برادر او، مورخ هنر برجسته، بتو گریف بود.
او همچنین دوست نزدیک و پیرو اشتفان گئورگه بود. پسرش اشتفان (۱۸۹۷–۱۹۱۷)، که در جنگ جهانی اول کشته شد، به نام وی نامگذاری شده بود. او کتابی در مورد دوستیشان در سال ۱۹۳۵ منتشر کرد و در این کتاب هر دو حملهٔ قلبی مرگبار برادرش را به خبر مرگ پسرش نسبت داد.
لپسیوس در ۱۸۹۳، آثار خود را در ساختمان زن و در یک نمایشگاه جهانی در شیکاگو، ایلینوی به نمایش گذاشت.
سالن وی در برلین-وشتند به عنوان یک نقطه اجتماع بزرگ اجتماعی معرفی شد. گئورگ زیمل، ویلهلم دیلتای، آگوست اندل و راینر ماریا ریلکه از جمله افرادی بودند که در آن شرکت کردند. وی یکی از اعضای بنیان‌گذار جدایی برلین بود و تا سال ۱۹۱۳ با آن‌ها نمایشگاه برپا می‌کرد.
بیشتر کارهای او، در حدود ۲۸۰ پرتره مربوط به افراد جامعه یهودیان بود و در جریان جنگ جهانی دوم از بین رفت یا گم شد.

## نوشته‌ها
- Vom deutschen Lebensstil; Leipzig: Seemann & Co. 1916
- Stefan George: Geschichte einer Freundschaft. Berlin: Verlag Die Runde 1935
- Ein Berliner Künstlerleben um die Jahrhundertwende :Erinnerungen; Munich: G. Müller 1972

## نگارخانه

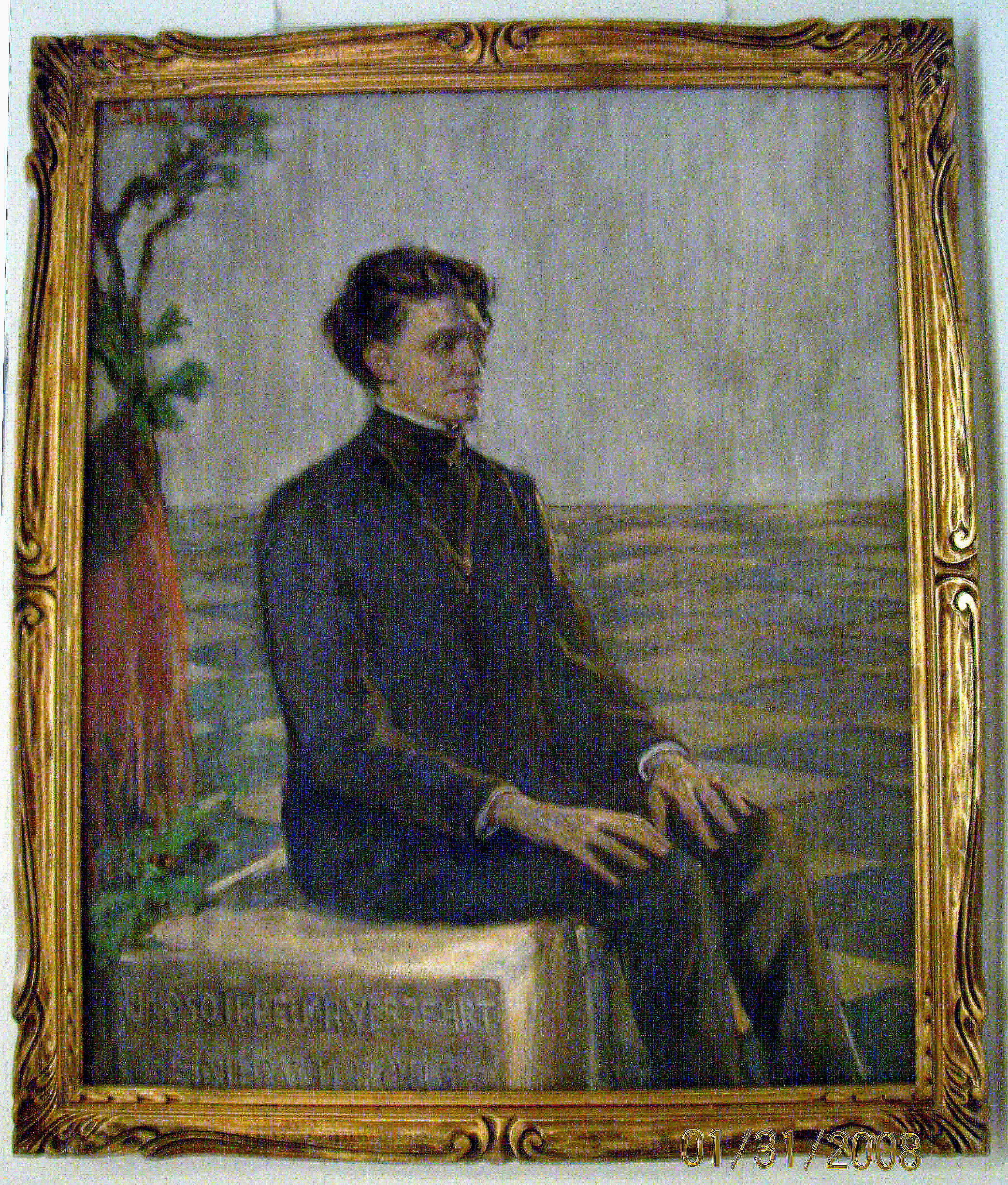
پرترهٔ اشتفان گئورگه ۱۸۹۸ م. موزه اشتفان جورج در بینگن آن در راین
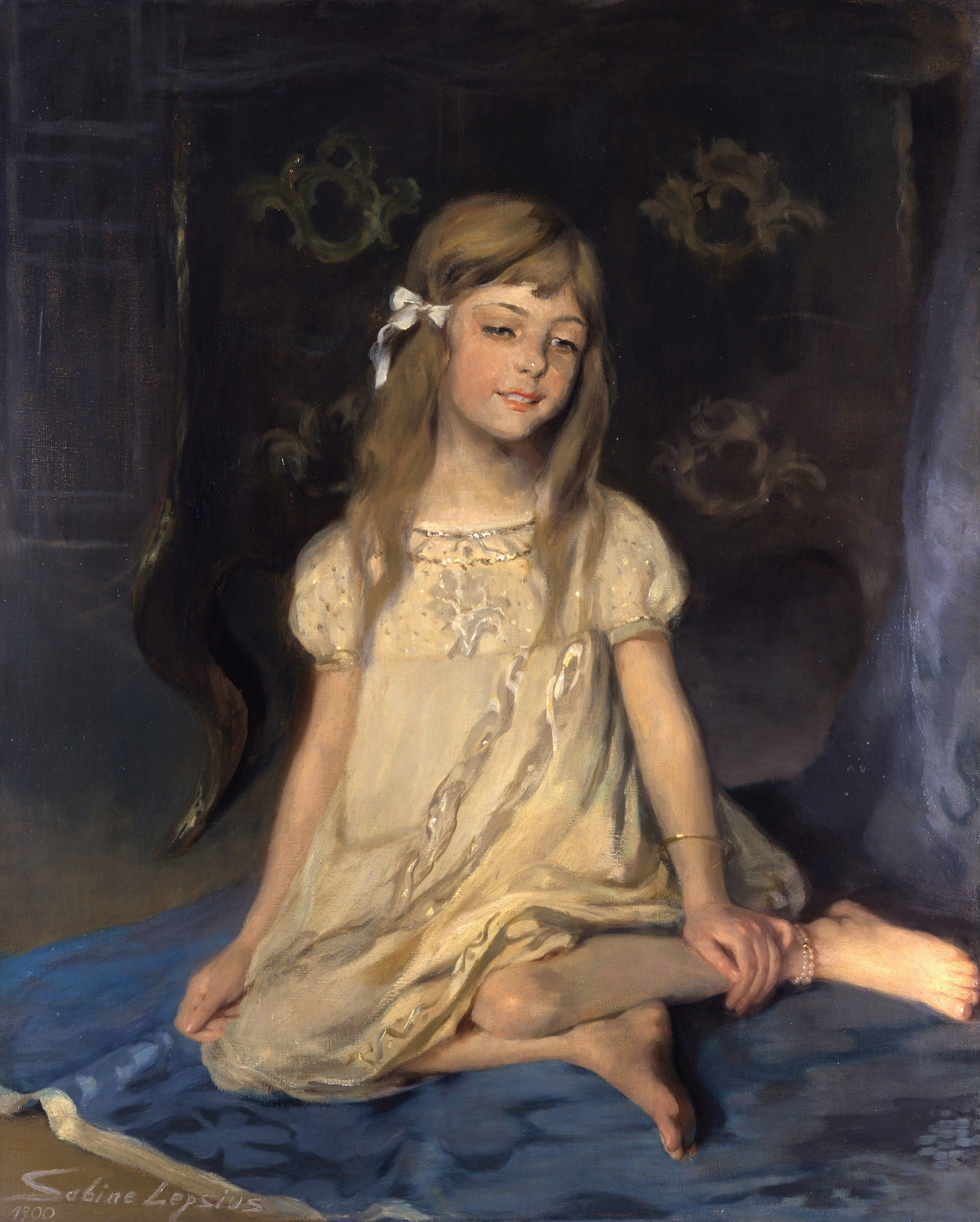
پرترهٔ مونیکا، دختر نقاش
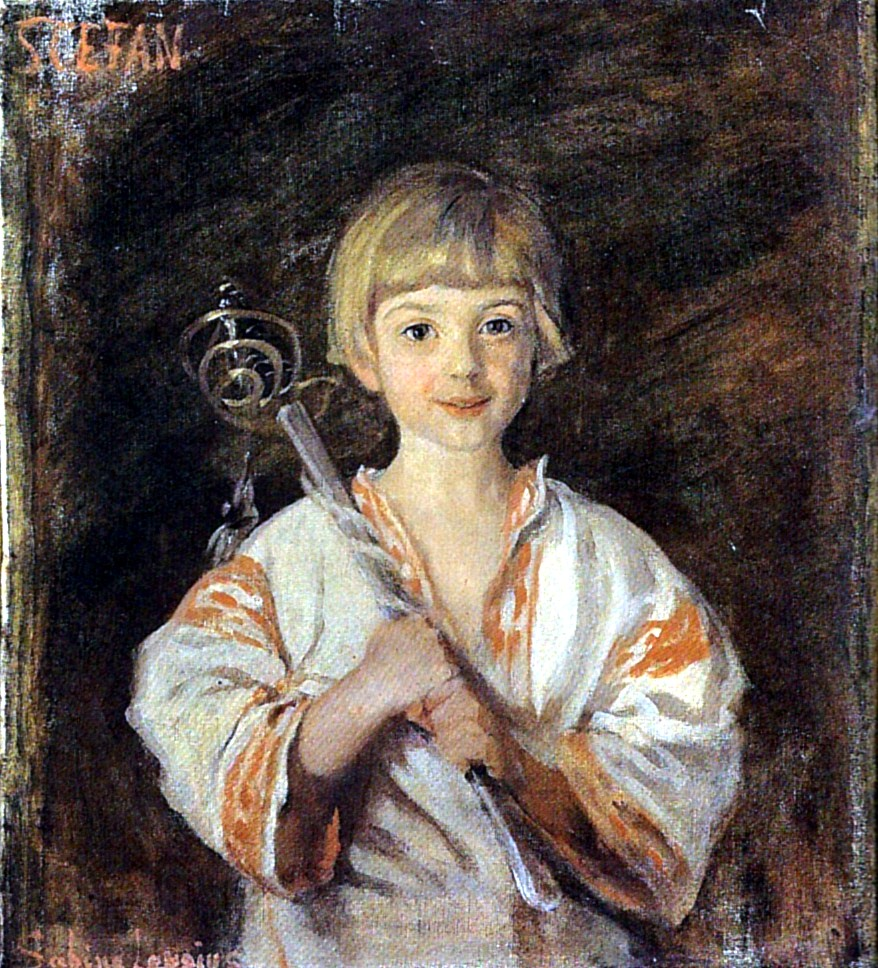
۱۹۰۰ م.
موزه دولتی برلین